# تشوي يونغ
تشوي يونغ (ولد في 1316 ومات في 1388) هو جنرال كوري ولد في هونغسونغ أو تشيورون أثناء حكم سلالة غوريو على كوريا.

## النشأة
ولد يونغ ضمن عائلة تشوي النبيلة وجده الخامس هو تشوي يو تشنغ أحد علماء جبهيونجون (집현전 - الأكاديمية الملكية)، وهو أيضاً ابن تشوي وون جِك. نشأ تشوي وتربى بأسلوب حياة متقشف وشديد، حيث لم يعر اهتماماً لملابسه ووجباته، وتجنب الملابس المرهفة مع أنه أصبح شهيراً بعد ذلك. رأى تشوي أن البساطة من الفضائل واتبع رؤية والده في أن عليه «أن ينظر للذهب ويعامله كما لو كان صخوراً عادية».

## الوفاة
في 1388 أعطى ملك غوريو أوامره للجنرال إي سونغ غي لطرد المغول من شبه جزيرة لياودونغ والتي اعتبرتها غوريو إرثاً ضائعاً من مملكة غوغوريو السابقة. عارض الجنرال إي الحملة الشمالية قائلاً بأن أمةً صغيرة عليها ألا تقاتل الأمة الأكبر لأن هذا الأمر يعارض الفكر الكونفشيوسي، ولأن حملة في الصيف ستسبب المجاعة للفقراء، ولأن انتقال الجيش إلى الشمال سيجعل المناطق الجنوبية معرضة لخطر القراصنة، ولأن الأمطار ستضعف قدرة الهجوم عن بعد. رغم هذه الأسباب أمر الجنرال تشوي بالاستمرار في الغزوة، وما أن وصل الجيش إلى جزيرة ويهوا حتى عاد الجنرال إي بأتباعه إلى العاصمة كايسونغ وانقلب على الملك. عرفت هذه الحادثة باسم العودة من ويهوادو (بالهانغل: 위화도 회군 / بالهانجا: 威化島回軍) وكان هذا الأمر أول مؤشرات التغير إلى سلالة جديدة. عندما عاد الجنرال إي إلى العاصمة حاول الجنرال تشوي أن يهزم قوات الانقلاب لكنه انهزم. أسر تشوي وعوقب بالنفي إلى غويانغ حيث أعدم بعدها.

## التصوير الحديث
- مسلسل دول مختلفة على قناة كي بي إس في سنة 1983، وقام بدوره الممثل: شن غو.
- مسلسل ملك قصر تشدونغ [الكورية] على قناة إم بي سي كوريا في عام 1983، وقام بدوره الممثل: كم غل هو.
- مسلسل دموع التنين على قناة كي بي إس في سنة 1996 إلى سنة 1998، وقام بدوره الممثل: كم سونغ أوك.
- مسلسل شن دون على قناة إم بي سي كوريا في سنة 2005 إلى سنة 2006، وقام بدوره الممثل: تشوي سانغ هن.
- مسلسل الإيمان على قناة إس بي إس في سنة 2012 وقام بدوره الممثل: إي من هو.
- مسلسل الرائي العظيم على قناة إس بي إس في سنة 2012 إلى 2013، وقام بدوره الممثل: سون بيونغ هون.
- مسلسل جونغ دو جون على قناة كي بي إس في سنة 2014، وقام بدوره الممثل: سو إن سوك.